# Collegio elettorale di San Quirico
Il collegio elettorale di San Quirico è stato un collegio elettorale uninominale del Regno di Sardegna.
Fu istituito con il regio editto del 1848 e comprendeva i comuni appartenenti ai mandamenti di San Quirico e Ronco. 
In seguito alla riforma del 20 novembre 1859, nel 1860 venne sostituito da quello di Torriglia.

## Dati elettorali
Nel collegio si svolsero votazioni per le prime sei legislature del Regno di Sardegna.

### I legislatura
Le votazioni si svolsero in 222 collegi uninominali a doppio turno. Come previsto dal decreto n. 680 del 17 marzo 1848, era eletto al primo turno il candidato che «riunisce in suo favore più del terzo dei voti del total numero dei membri componenti il collegio e più della metà dei suffragi dati dai votanti presenti all'adunanza» (art. 92). Se nessun candidato era eletto, al ballottaggio tra i due candidati con più voti era eletto chi otteneva il maggior numero di voti (art. 93) o, in caso di ugual numero di voti, il maggiore d'età (art. 94).
| Partito                            | Partito                            | Candidato                          | Primo turno 27 aprile 1848 | Primo turno 27 aprile 1848 | Ballottaggio 27 aprile 1848 | Ballottaggio 27 aprile 1848 |
| Partito                            | Partito                            | Candidato                          | Voti                       | %                          | Voti                        | %                           |
| ---------------------------------- | ---------------------------------- | ---------------------------------- | -------------------------- | -------------------------- | --------------------------- | --------------------------- |
|                                    | —                                  | Giuseppe Morro                     | 85                         | 53,80                      | 105                         | 54,97                       |
|                                    | —                                  | Paolo Farina                       | 73                         | 46,20                      | 86                          | 45,03                       |
|                                    |                                    |                                    |                            |                            |                             |                             |
| Iscritti                           | Iscritti                           | Iscritti                           | 325                        | 100,00                     | 325                         | 100,00                      |
| ↳ Votanti (% su iscritti)          | ↳ Votanti (% su iscritti)          | ↳ Votanti (% su iscritti)          | 244                        | 75,08                      | 194                         | 59,69                       |
| ↳ Voti validi (% su votanti)       | ↳ Voti validi (% su votanti)       | ↳ Voti validi (% su votanti)       | 158                        | 64,75                      | 191                         | 98,45                       |
| ↳ Schede non valide (% su votanti) | ↳ Schede non valide (% su votanti) | ↳ Schede non valide (% su votanti) | 86                         | 35,25                      | 3                           | 1,55                        |
| ↳ Astenuti (% su iscritti)         | ↳ Astenuti (% su iscritti)         | ↳ Astenuti (% su iscritti)         | 81                         | 24,92                      | 131                         | 40,31                       |

L'elezione fu annullata nella tornata del 10 maggio 1848 perché il ballottaggio si era svolto nello stesso giorno della 1ª votazione. Il collegio fu riconvocato.
| Partito                            | Partito                            | Candidato                          | Primo turno 26 giugno 1848 | Primo turno 26 giugno 1848 | Ballottaggio 27 giugno 1848 | Ballottaggio 27 giugno 1848 |
| Partito                            | Partito                            | Candidato                          | Voti                       | %                          | Voti                        | %                           |
| ---------------------------------- | ---------------------------------- | ---------------------------------- | -------------------------- | -------------------------- | --------------------------- | --------------------------- |
|                                    | —                                  | Orso Serra                         | 59                         | 75,64                      | 125                         | 84,46                       |
|                                    | —                                  | Giuseppe Morro                     | 19                         | 24,36                      | 23                          | 15,54                       |
|                                    |                                    |                                    |                            |                            |                             |                             |
| Iscritti                           | Iscritti                           | Iscritti                           | 325                        | 100,00                     | 325                         | 100,00                      |
| ↳ Votanti (% su iscritti)          | ↳ Votanti (% su iscritti)          | ↳ Votanti (% su iscritti)          | 113                        | 34,77                      | 148                         | 45,54                       |
| ↳ Voti validi (% su votanti)       | ↳ Voti validi (% su votanti)       | ↳ Voti validi (% su votanti)       | 78                         | 69,03                      | 148                         | 100,00                      |
| ↳ Schede non valide (% su votanti) | ↳ Schede non valide (% su votanti) | ↳ Schede non valide (% su votanti) | 35                         | 30,97                      | 0                           | 0,00                        |
| ↳ Astenuti (% su iscritti)         | ↳ Astenuti (% su iscritti)         | ↳ Astenuti (% su iscritti)         | 212                        | 65,23                      | 177                         | 54,46                       |

### II legislatura
Le votazioni si svolsero in 222 collegi uninominali a doppio turno con la stessa normativa precedente (al primo turno un numero di voti maggiore di un terzo degli iscritti).
| Partito                            | Partito                            | Candidato                          | Primo turno 22 gennaio 1849 | Primo turno 22 gennaio 1849 | Ballottaggio 23 gennaio 1849 | Ballottaggio 23 gennaio 1849 |
| Partito                            | Partito                            | Candidato                          | Voti                        | %                           | Voti                         | %                            |
| ---------------------------------- | ---------------------------------- | ---------------------------------- | --------------------------- | --------------------------- | ---------------------------- | ---------------------------- |
|                                    | —                                  | Cesare Villavecchia                | 46                          | 56,10                       | 104                          | 71,72                        |
|                                    | —                                  | Bartolomeo Bottaro                 | 36                          | 43,90                       | 41                           | 28,28                        |
|                                    |                                    |                                    |                             |                             |                              |                              |
| Iscritti                           | Iscritti                           | Iscritti                           | 327                         | 100,00                      | 327                          | 100,00                       |
| ↳ Votanti (% su iscritti)          | ↳ Votanti (% su iscritti)          | ↳ Votanti (% su iscritti)          | 135                         | 41,28                       | 194                          | 59,33                        |
| ↳ Voti validi (% su votanti)       | ↳ Voti validi (% su votanti)       | ↳ Voti validi (% su votanti)       | 82                          | 60,74                       | 145                          | 74,74                        |
| ↳ Schede non valide (% su votanti) | ↳ Schede non valide (% su votanti) | ↳ Schede non valide (% su votanti) | 53                          | 39,26                       | 49                           | 25,26                        |
| ↳ Astenuti (% su iscritti)         | ↳ Astenuti (% su iscritti)         | ↳ Astenuti (% su iscritti)         | 192                         | 58,72                       | 133                          | 40,67                        |

### III legislatura
Le votazioni si svolsero in 204 collegi uninominali a doppio turno con la normativa del 1848 (al primo turno un numero di voti maggiore di un terzo degli iscritti).
L'elezione era prevista per il 15 luglio 1849 ma non fu possibile procedere alle votazioni perché le liste elettorali non erano pervenute in tempo utile. Con Regio Decreto 27 luglio 1849 il collegio venne riconvocato per il 15 agosto successivo.
| Partito                            | Partito                            | Candidato                          | Primo turno 15 agosto 1849 | Primo turno 15 agosto 1849 | Ballottaggio 16 agosto 1849 | Ballottaggio 16 agosto 1849 |
| Partito                            | Partito                            | Candidato                          | Voti                       | %                          | Voti                        | %                           |
| ---------------------------------- | ---------------------------------- | ---------------------------------- | -------------------------- | -------------------------- | --------------------------- | --------------------------- |
|                                    | —                                  | Cesare Villavecchia                | 19                         | 52,78                      | 38                          | 50,00                       |
|                                    | —                                  | Gaetano Morelli                    | 17                         | 47,22                      | 38                          | 50,00                       |
|                                    |                                    |                                    |                            |                            |                             |                             |
| Iscritti                           | Iscritti                           | Iscritti                           | 340                        | 100,00                     | 340                         | 100,00                      |
| ↳ Votanti (% su iscritti)          | ↳ Votanti (% su iscritti)          | ↳ Votanti (% su iscritti)          | 53                         | 15,59                      | 77                          | 22,65                       |
| ↳ Voti validi (% su votanti)       | ↳ Voti validi (% su votanti)       | ↳ Voti validi (% su votanti)       | 36                         | 67,92                      | 76                          | 98,70                       |
| ↳ Schede non valide (% su votanti) | ↳ Schede non valide (% su votanti) | ↳ Schede non valide (% su votanti) | 17                         | 32,08                      | 1                           | 1,30                        |
| ↳ Astenuti (% su iscritti)         | ↳ Astenuti (% su iscritti)         | ↳ Astenuti (% su iscritti)         | 287                        | 84,41                      | 263                         | 77,35                       |

L'ufficio elettorale, vista della parità di voti ottenuta dai due candidati, non addivenne alla proclamazione del deputato rimettendosene alla Camera. 
La Camera, nella tornata del 21 agosto 1849, annullò l’elezione anche perché nelle due votazioni mancava la lista elettorale di comune di Busalla che faceva parte del collegio. Il collegio fu riconvocato.
| Partito                            | Partito                            | Candidato                          | Primo turno 16 settembre 1849 | Primo turno 16 settembre 1849 | Ballottaggio 17 settembre 1849 | Ballottaggio 17 settembre 1849 |
| Partito                            | Partito                            | Candidato                          | Voti                          | %                             | Voti                           | %                              |
| ---------------------------------- | ---------------------------------- | ---------------------------------- | ----------------------------- | ----------------------------- | ------------------------------ | ------------------------------ |
|                                    | —                                  | Cesare Villavecchia                | 34                            | 57,63                         | 73                             | 55,73                          |
|                                    | —                                  | Gaetano Morelli                    | 25                            | 42,37                         | 58                             | 44,27                          |
|                                    |                                    |                                    |                               |                               |                                |                                |
| Iscritti                           | Iscritti                           | Iscritti                           | 340                           | 100,00                        | 340                            | 100,00                         |
| ↳ Votanti (% su iscritti)          | ↳ Votanti (% su iscritti)          | ↳ Votanti (% su iscritti)          | 61                            | 17,94                         | 131                            | 38,53                          |
| ↳ Voti validi (% su votanti)       | ↳ Voti validi (% su votanti)       | ↳ Voti validi (% su votanti)       | 59                            | 96,72                         | 131                            | 100,00                         |
| ↳ Schede non valide (% su votanti) | ↳ Schede non valide (% su votanti) | ↳ Schede non valide (% su votanti) | 2                             | 3,28                          | 0                              | 0,00                           |
| ↳ Astenuti (% su iscritti)         | ↳ Astenuti (% su iscritti)         | ↳ Astenuti (% su iscritti)         | 279                           | 82,06                         | 209                            | 61,47                          |

L'elezione fu annullata il 22 settembre 1849 perché l’eletto aveva cura di anime. Il collegio fu riconvocato.
| Partito                            | Partito                            | Candidato                          | Primo turno 28 ottobre 1849 | Primo turno 28 ottobre 1849 | Ballottaggio 29 ottobre 1849 | Ballottaggio 29 ottobre 1849 |
| Partito                            | Partito                            | Candidato                          | Voti                        | %                           | Voti                         | %                            |
| ---------------------------------- | ---------------------------------- | ---------------------------------- | --------------------------- | --------------------------- | ---------------------------- | ---------------------------- |
|                                    | —                                  | Pietro Paleocapa                   | 20                          | 95,24                       | 25                           | 100,00                       |
|                                    | —                                  | Tommaso Spinola                    | 1                           | 4,76                        |                              |                              |
|                                    |                                    |                                    |                             |                             |                              |                              |
| Iscritti                           | Iscritti                           | Iscritti                           | 340                         | 100,00                      | 340                          | 100,00                       |
| ↳ Votanti (% su iscritti)          | ↳ Votanti (% su iscritti)          | ↳ Votanti (% su iscritti)          | 21                          | 6,18                        | 25                           | 7,35                         |
| ↳ Voti validi (% su votanti)       | ↳ Voti validi (% su votanti)       | ↳ Voti validi (% su votanti)       | 21                          | 100,00                      | 25                           | 100,00                       |
| ↳ Schede non valide (% su votanti) | ↳ Schede non valide (% su votanti) | ↳ Schede non valide (% su votanti) | 0                           | 0,00                        | 0                            | 0,00                         |
| ↳ Astenuti (% su iscritti)         | ↳ Astenuti (% su iscritti)         | ↳ Astenuti (% su iscritti)         | 319                         | 93,82                       | 315                          | 92,65                        |

"Nella tornata del 2 novembre 1849 la Camera sospese la convalidazione di questa elezione, perché, essendo disponibili soli due posti nella categoria dei deputati impiegati, e dovendosi ancora convalidare varie elezioni di deputati impiegati, eletti precedentemente al Palencapa, la convalidazione poteva pregiudicare gli altri eletti. Nella successiva tornata del 3 novembre fu annunziata la di lui nomina a ministro dei lavori pubblici e dichiarato perciò vacante il Collegio. Giova notare che il Paleocapa, con lettera 2 novembre 1849, aveva presentato all'Ufficio di Presidenza della Camera le sue dimissioni da deputato, ma su di esse non venne presa alcuna deliberazione essendo già acquisita la massima che le dimissioni non si potevano accettare se non dopo sancita fa validità della elezione". Il collegio non fu riconvocato, a causa dello scioglimento della Camera.

### IV legislatura
Le votazioni si svolsero in 204 collegi uninominali a doppio turno con la normativa del 1848 (al primo turno un numero di voti maggiore di un terzo degli iscritti).
| Partito                            | Partito                            | Candidato                          | Primo turno 9 dicembre 1849 | Primo turno 9 dicembre 1849 | Ballottaggio 10 dicembre 1849 | Ballottaggio 10 dicembre 1849 |
| Partito                            | Partito                            | Candidato                          | Voti                        | %                           | Voti                          | %                             |
| ---------------------------------- | ---------------------------------- | ---------------------------------- | --------------------------- | --------------------------- | ----------------------------- | ----------------------------- |
|                                    | —                                  | Pietro Paleocapa                   | 80                          | 96,39                       | 55                            | 96,49                         |
|                                    | —                                  | Tommaso Spinola                    | 3                           | 3,61                        | 2                             | 3,51                          |
|                                    |                                    |                                    |                             |                             |                               |                               |
| Iscritti                           | Iscritti                           | Iscritti                           | 340                         | 100,00                      | 340                           | 100,00                        |
| ↳ Votanti (% su iscritti)          | ↳ Votanti (% su iscritti)          | ↳ Votanti (% su iscritti)          | 85                          | 25,00                       | 58                            | 17,06                         |
| ↳ Voti validi (% su votanti)       | ↳ Voti validi (% su votanti)       | ↳ Voti validi (% su votanti)       | 83                          | 97,65                       | 57                            | 98,28                         |
| ↳ Schede non valide (% su votanti) | ↳ Schede non valide (% su votanti) | ↳ Schede non valide (% su votanti) | 2                           | 2,35                        | 1                             | 1,72                          |
| ↳ Astenuti (% su iscritti)         | ↳ Astenuti (% su iscritti)         | ↳ Astenuti (% su iscritti)         | 255                         | 75,00                       | 282                           | 82,94                         |

### V legislatura
Le votazioni si svolsero in 204 collegi uninominali a doppio turno con la normativa del 1848 (al primo turno un numero di voti maggiore di un terzo degli iscritti).
| Partito                            | Partito                            | Candidato                          | Primo turno 8 dicembre 1853 | Primo turno 8 dicembre 1853 | Ballottaggio 11 dicembre 1853 | Ballottaggio 11 dicembre 1853 |
| Partito                            | Partito                            | Candidato                          | Voti                        | %                           | Voti                          | %                             |
| ---------------------------------- | ---------------------------------- | ---------------------------------- | --------------------------- | --------------------------- | ----------------------------- | ----------------------------- |
|                                    | —                                  | Pietro Paleocapa                   | 78                          | 48,15                       | 135                           | 59,21                         |
|                                    | —                                  | Agostino Piccone                   | 84                          | 51,85                       | 93                            | 40,79                         |
|                                    |                                    |                                    |                             |                             |                               |                               |
| Iscritti                           | Iscritti                           | Iscritti                           | 360                         | 100,00                      | 360                           | 100,00                        |
| ↳ Votanti (% su iscritti)          | ↳ Votanti (% su iscritti)          | ↳ Votanti (% su iscritti)          | 198                         | 55,00                       | 231                           | 64,17                         |
| ↳ Voti validi (% su votanti)       | ↳ Voti validi (% su votanti)       | ↳ Voti validi (% su votanti)       | 162                         | 81,82                       | 228                           | 98,70                         |
| ↳ Schede non valide (% su votanti) | ↳ Schede non valide (% su votanti) | ↳ Schede non valide (% su votanti) | 36                          | 18,18                       | 3                             | 1,30                          |
| ↳ Astenuti (% su iscritti)         | ↳ Astenuti (% su iscritti)         | ↳ Astenuti (% su iscritti)         | 162                         | 45,00                       | 129                           | 35,83                         |

L'elezione fu annullata il 24 dicembre 1853 per diverse irregolarità di forma. La Camera censurò e biasimò l'ufficio elettorale. Il collegio fu riconvocato.
| Partito                            | Partito                            | Candidato                          | Primo turno 22 gennaio 1854 | Primo turno 22 gennaio 1854 | Ballottaggio 24 gennaio 1854 | Ballottaggio 24 gennaio 1854 |
| Partito                            | Partito                            | Candidato                          | Voti                        | %                           | Voti                         | %                            |
| ---------------------------------- | ---------------------------------- | ---------------------------------- | --------------------------- | --------------------------- | ---------------------------- | ---------------------------- |
|                                    | —                                  | Pietro Paleocapa                   | 96                          | 63,16                       | 128                          | 70,33                        |
|                                    | —                                  | Agostino Piccone                   | 56                          | 36,84                       | 54                           | 29,67                        |
|                                    |                                    |                                    |                             |                             |                              |                              |
| Iscritti                           | Iscritti                           | Iscritti                           | 361                         | 100,00                      | 361                          | 100,00                       |
| ↳ Votanti (% su iscritti)          | ↳ Votanti (% su iscritti)          | ↳ Votanti (% su iscritti)          | 164                         | 45,43                       | 183                          | 50,69                        |
| ↳ Voti validi (% su votanti)       | ↳ Voti validi (% su votanti)       | ↳ Voti validi (% su votanti)       | 152                         | 92,68                       | 182                          | 99,45                        |
| ↳ Schede non valide (% su votanti) | ↳ Schede non valide (% su votanti) | ↳ Schede non valide (% su votanti) | 12                          | 7,32                        | 1                            | 0,55                         |
| ↳ Astenuti (% su iscritti)         | ↳ Astenuti (% su iscritti)         | ↳ Astenuti (% su iscritti)         | 197                         | 54,57                       | 178                          | 49,31                        |

L'onorevole Paleocapa nel febbraio 1854 optò per il collegio di Varallo. Il collegio fu riconvocato.
| Partito                            | Partito                            | Candidato                          | Primo turno 26 febbraio 1854 | Primo turno 26 febbraio 1854 | Ballottaggio 28 febbraio 1854 | Ballottaggio 28 febbraio 1854 |
| Partito                            | Partito                            | Candidato                          | Voti                         | %                            | Voti                          | %                             |
| ---------------------------------- | ---------------------------------- | ---------------------------------- | ---------------------------- | ---------------------------- | ----------------------------- | ----------------------------- |
|                                    | —                                  | Clemente Solaro della Margarita    | 30                           | 30,61                        | 87                            | 54,38                         |
|                                    | —                                  | Ferdinando Rosellini               | 38                           | 38,78                        | 73                            | 45,62                         |
|                                    | —                                  | Giacomo Masnata                    | 30                           | 30,61                        |                               |                               |
|                                    |                                    |                                    |                              |                              |                               |                               |
| Iscritti                           | Iscritti                           | Iscritti                           | 361                          | 100,00                       | 361                           | 100,00                        |
| ↳ Votanti (% su iscritti)          | ↳ Votanti (% su iscritti)          | ↳ Votanti (% su iscritti)          | 128                          | 35,46                        | 163                           | 45,15                         |
| ↳ Voti validi (% su votanti)       | ↳ Voti validi (% su votanti)       | ↳ Voti validi (% su votanti)       | 98                           | 76,56                        | 160                           | 98,16                         |
| ↳ Schede non valide (% su votanti) | ↳ Schede non valide (% su votanti) | ↳ Schede non valide (% su votanti) | 30                           | 23,44                        | 3                             | 1,84                          |
| ↳ Astenuti (% su iscritti)         | ↳ Astenuti (% su iscritti)         | ↳ Astenuti (% su iscritti)         | 233                          | 64,54                        | 198                           | 54,85                         |

"Nella 1ª votazione ebbe pure 30 voti il sacerdote Giacomo Masnata, ma non entrò in ballottaggio perché più giovane del conte Della Margarita che aveva ugualmente avuti nella 1ª votazione 30 voti". 
Nota bene: la fonte usata assegna 83 voti al candidato Rossellini, ma questo dato contrasta con il totale dei votanti.